# دهستان لونیا
دهستان لونیا (به لاتین: Luunja Parish) یک دهستان در استونی است که در شهرستان تارتو واقع شده‌است.

## نگارخانه

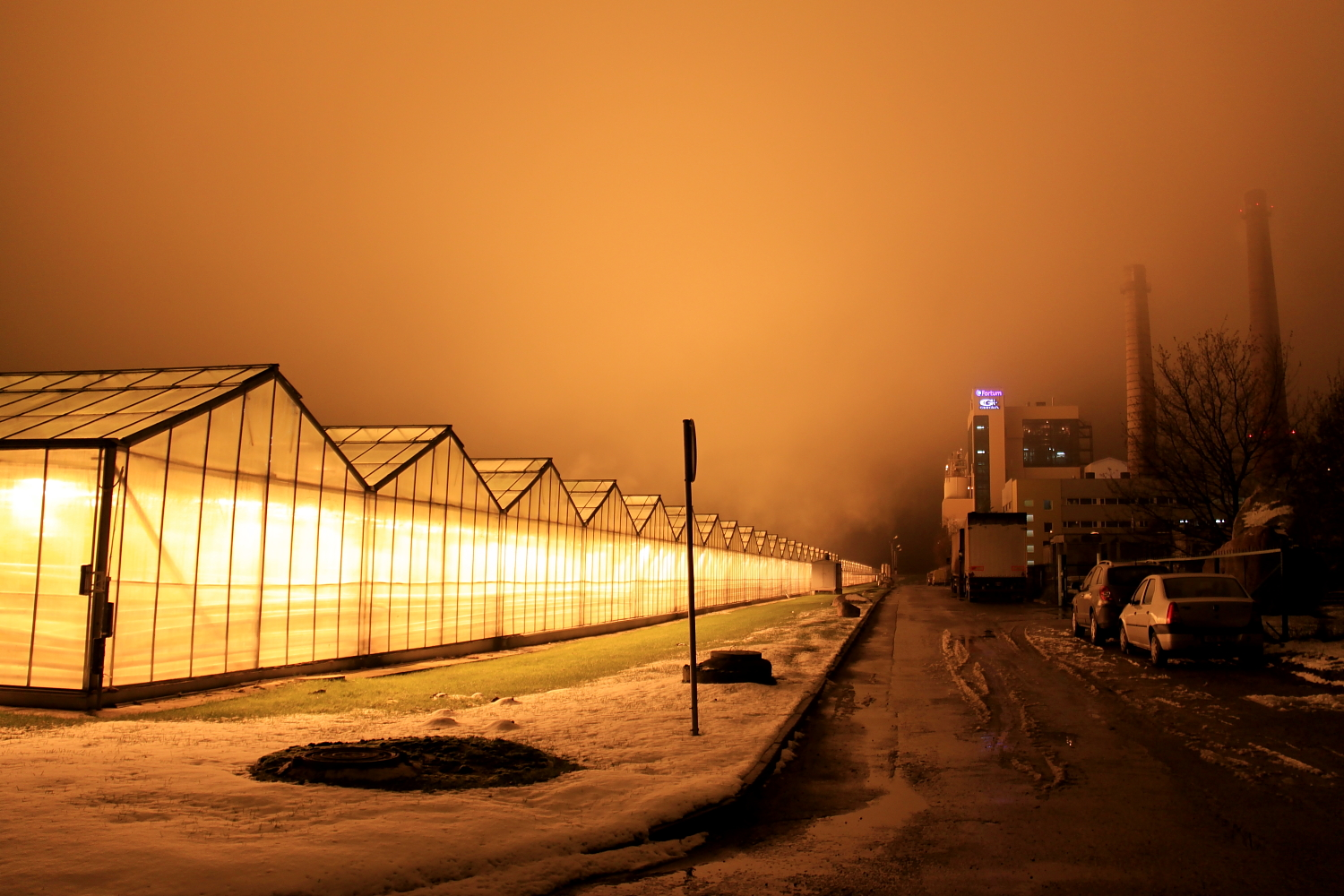
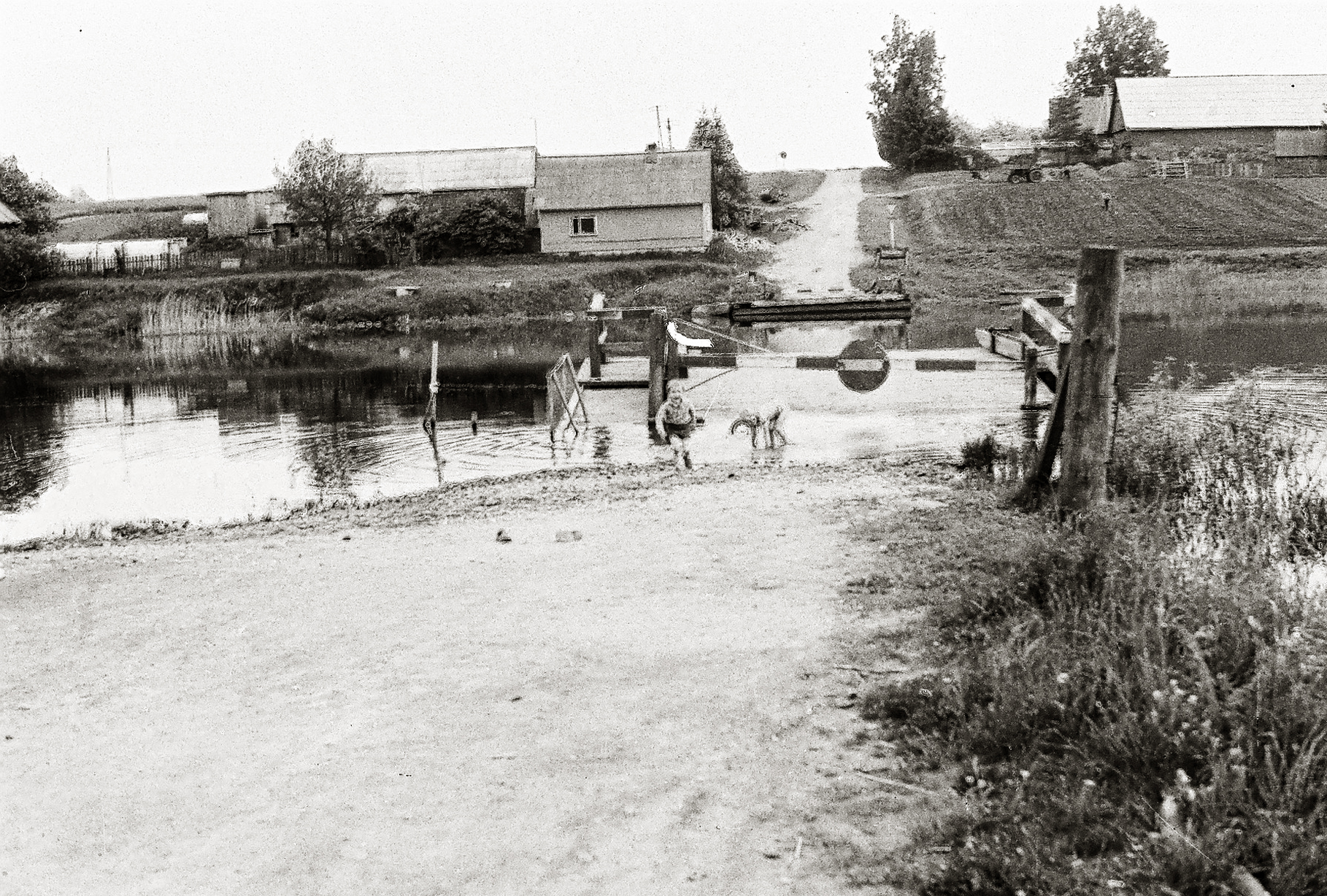